# Guandalini Racing
Il team Guandalini Racing è una squadra motociclistica italiana.

## Storia
L'attività del team manager Mirco Guandalini nell'ambiente delle corse inizia nel 2001, con "Lucido Corse" e con una collaborazione con il reparto corse della Ducati.
Nel 2003 vengono corse le prime gare nel campionato Italiano Velocità e in alcuni GP del campionato Mondiale Superbike. Nella stagione 2005 ottiene la vittoria finale nel Campionato Italiano Superbike con Norino Brignola su una Ducati 999RS. L'anno successivo, pur non riuscendo a bissare la grande stagione precedente, il team Guandalini si mantiene nelle prime posizioni del campionato italiano con il confermato Brignola e Luca Conforti.
Nel 2007 Norino Brignola si piazza al secondo posto della classifica finale dietro a Marco Borciani del team Sterilgarda.
Nel 2008 partecipa al campionato Mondiale Superbike con la denominazione di "Guandalini Racing by Grifo's" proseguendo nel rapporto di collaborazione nato l'anno prima con il team Grifo's. Questa partnership però si interromperà di fatto nella seconda metà del mese di luglio. Le ultime gare verranno corse con la tradizionale denominazione di "Guandalini Racing". In questa annata il team corre nel campionato Mondiale Superbike con la Ducati 1098 RS 08, pilotata da Jakub Smrž. Nella Superstock 1000 FIM Cup viene invece ingaggiato Denis Sacchetti, che però termina la stagione nel team ungherese Supersport Factory Racing. Smrž termina la stagione al tredicesimo posto.
Per la stagione 2009 nel campionato Mondiale Superbike viene schierato a fianco di Jakub Smrž, il pilota australiano Brendan Roberts (che nel 2008 si è laureato vincitore della Superstock 1000 FIM Cup). Per la stessa stagione, Pierfrancesco Chili viene ingaggiato come direttore sportivo del team.
Nel GP Italiano di Monza, Roberts resta vittima di un incidente che gli procura traumi e contusioni sufficientemente importanti da impedirgli di gareggiare nelle prove successive, il suo sostituto è stato Gregorio Lavilla, che debutta nella tappa Sud Africana di Kyalami. Inoltre, in questa stagione, il team partecipa anche al campionato Italiano Velocità categoria Superbike con Norino Brignola (già campione Italiano nel 2005) e, dalla quarta tappa del campionato, anche con Matteo Baiocco che, dalla tappa tedesca di Nurburg, sostituisce Gregorio Lavilla nel mondiale Superbike. Ad ottobre giunge per il team un'ulteriore titolo, con la vittoria del campionato Italiano, che bissa quello del 2005. La stagione mondiale termina con il decimo posto assoluto di Smrž e come risultati da evidenziare il terzo posto nella gara di Assen e la pole position a Misano.
Al termine della stagione il team è in crisi, alcuni sponsor non hanno fatto fronte ad alcuni pagamenti e la dirigenza della squadra decide comunque di terminare la stagione. A causa della crisi economica il team stende le basi per l'unione con un'altra squadra il BRC Racing creando una nuova struttura denominata PATA B&G Racing (acronimo di Borciani & Guandalini Racing).
Nel 2017 il team torna a partecipare al mondiale Superbike con Riccardo Russo e con una Yamaha YZF-R1. Nel Gran Premio degli Stati Uniti a Laguna Seca, Russo viene sostituito dal pilota ceco Jakub Smrž. Nel Gran Premio di Germania al Lausitzring corre Massimo Roccoli e nel Gran Premio di Portogallo a Portimão corre Alessandro Andreozzi. Nel 2018 il team partecipa al mondiale Superbike con una sola moto, affidata a Ondřej Ježek. A partire dal Gran Premio degli Stati Uniti, Ježek viene sostituito dal connazionale Karel Hanika. Dopo una sola partecipazione viene sostituito anche Hanika in quanto infortunatosi nel frattempo. Il team fa disputare una gara ad Alessandro Andreozzi prima di terminare la stagione con un altro pilota della Repubblica Cecaː Jakub Smrž.
Nel 2019 disputa il Campionato italiano Superbike con una BMW S1000RR affidata a Roberto Tamburini sostituito a fine stagione da Alessandro Andreozzi. Nel 2020 vengono messe in pista due BMW affidate a Luca Vitali e Alex Bernardi che chiudono al quarto e al nono posto in classifica.